# Woodbridge, Kalifornien
Woodbridge är en ort i San Joaquin County i Kalifornien, USA.